# Pedicia (Pedicia) simulata
Pedicia (Pedicia) simulata is een tweevleugelige uit de familie Pediciidae. De soort komt voor in het Palearctisch gebied.